# Nglumbang
Nglumbang is een bestuurslaag in het regentschap Kediri van de provincie Oost-Java, Indonesië. Nglumbang telt 1680 inwoners (volkstelling 2010).